# Rumänien i olympiska vinterspelen 2002
Rumänien deltog i olympiska vinterspelen 2002. Rumäniens trupp bestod av 21 idrottare varav 11 var män och 10 var kvinnor. Den äldsta idrottaren i Rumäniens trupp var Iulian Păcioianu (31 år, 182 dagar) och den yngsta var Katalin Kristo (18 år, 75 dagar).

## Resultat

### Alpin skidåkning
- Störtlopp damer
  - Alexandra Munteanu - 33
- Super-G damer
  - Alexandra Munteanu - 29
- Storslalom damer
  - Alexandra Munteanu - 41
- Kombinerad damer
  - Alexandra Munteanu - 22

### Skidskytte
- 10 km sprint herrar
  - Marian Blaj - 42
- 12,5 km jaktstart herrar
  - Marian Blaj - 55
- 20 km herrar
  - Marian Blaj - 51
- 7,5 km damer
  - Dana Plotogea-Cojocea - 55
  - Eva Tofalvi - 61
  - Alexandra Rusu - 72
- 10 km jaktstart damer
  - Dana Plotogea-Cojocea - ?
- 15 km damer
  - Eva Tofalvi - 52
  - Dana Plotogea-Cojocea - 61

### Bob
- Dubbel herrar
  - Adrian Duminicel och Florian Enache - 25
- Fyrmans herrar
  - Florian Enache, Adrian Duminicel, Iulian Păcioianu och Teodor Demetriad - 21
- Dubbel damer
  - Erika Kovacs och Maria Spirescu - 15

### Längdskidåkning
- Sprint herrar
  - Zsolt Antal - 45
- 30 km herrar
  - Zsolt Antal - 26
- 10+10 km herrar
  - Zsolt Antal - 59

### Konståkning
- Singel herrar
  - Gheorghe Chiper - 23
- Singel damer
  - Roxana Luca - 23

### Rodel
- Singel herrar
  - Ion Cristian Stanciu - 32
  - Marian Tican - 34
  - Eugen Radu - 44
- Dubbel herrar
  - Eugen Radu och Marian Tican - 15
  - Ion Cristian Stanciu och Robert Taleanu - 16

### Short track
- 500 m damer
  - Katalin Kristo - 22
- 100 m damer
  - Katalin Kristo - 20
- 1 500 m damer
  - Katalin Kristo - 17

### Skridsko
- 1 000 m damer
  - Andrea Jakab - 34
- 1 500 m damer
  - Andrea Jakab - 31
  - Daniela Oltean - 36
- 300 m damer
  - Andrea Jakab - 24
  - Daniela Oltean - 29